# Звонар Віктор Павлович
Звонар Віктор Павлович — доктор наук, старший науковий співробітник, Професор кафедри управління Київського університету імені Бориса Грінченка.

## Біографія
Народився 16 березня 1982 року.

### Закордонні стажування
Стажувався за міжнародними програмами у Китайській Народній Республіці,
Республіці Польща, Федеративній Республіці Німеччина. Закордонна діяльність передбачала поглиблене знайомство з проблематикою регіональної політики розвитку бізнесу, управління соціальним та економічним розвитком на національному та міжнародному рівні.

### Відзнаки
У 2014 році здобув право на отримання дворічної стипендії Президента України для молодих учених.
У 2017 році став лауреатом Премії НАН України для молодих учених (за серію праць, об'єднаних темою «Інноваційні виміри соціального партнерства в контексті реформування соціальної сфери в Україні»).

## Науково-дослідна та міжнародна діяльність

### Професійний і науковий інтерес
Прикладні аспекти управління корпоративною соціальною відповідальністю, перспективи використання новітніх управлінських інструментів економічного розвитку, переваг економіки співробітництва та моделей цифрової економіки.

### Дисертаційний доробок
У вересні 2008 року захистив дисертацію на здобуття наукового ступеня кандидата економічних наук зі спеціальності 08.00.07 — Демографія, економіка праці, соціальна економіка і політика за темою «Міжсекторне партнерство як механізм реалізації соціальної політики» (Національна академія наук України, м. Київ). Фокус дослідження — нові підходи в управлінні соціальною сферою.
У 2011 році отримав наукове звання старшого наукового співробітника.
У грудні 2018 року захистив дисертацію на здобуття наукового ступеня доктора економічних наук зі спеціальності 08.00.07 — Демографія, економіка праці, соціальна економіка і політика за темою «Формування та реалізація соціальної відповідальності в Україні» (Національна академія наук України, м. Київ). Фокус дослідження — стратегія реалізації соціальної відповідальності в Україні.
Науковий доробок автора становить понад 100 наукових праць та п'ять авторських свідоцтв. Матеріали за авторством Звонаря В. П. стали частиною авторитетних академічних колективних видань (монографій, національних доповідей), враховувалися в рамках роботи над аналітичними доповідями до Щорічних Послань Президента України до Верховної Ради України.

### Науково-проектна діяльність
Став учасником понад 20 наукових проектів і тем (зокрема, був залучений до розроблення проекту Державного стандарту України «Система управління соціальною відповідальністю»). Є сертифікованим грантрайтером.

### Цитування наукових праць
Індекс цитування у НМБ Scopus (Індекси цитування публікацій, афільованими до облікового запису Borys Grinchenko Kyiv University) — 9, h-index — 1.
Індекси цитування Google Академії — 1278, h-індекс — 13, i10-індекс — 17.